# Blennerhassett Island Historic State Park

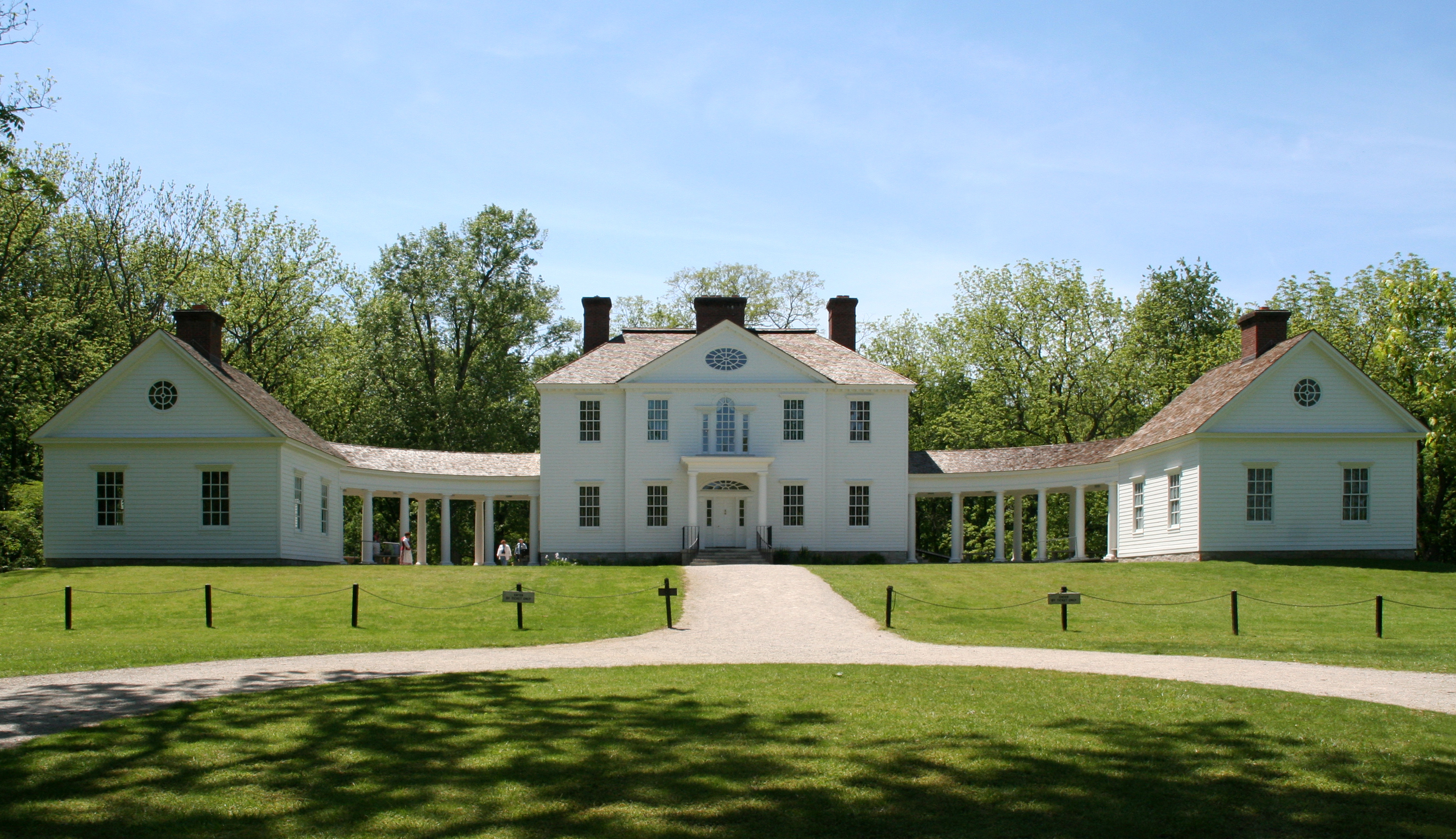
Ricostruzione di Blennerhassett Island presso il Blennerhassett Island Historic State Park

Il Blennerhassett Island Historical State Park è uno State park situato sull'isola di Blennerhassett, una piccola isola situata lungo il corso del fiume Ohio nella Wood County nella Virginia Occidentale. Originariamente sull'isola sorgeva una villa palladiana di proprietà del signor Harman Blennerhassett, divenuto in seguito noto per essere stato coinvolto nel presunto complotto tramato da Aaron Burr contro il governo federale degli Stati Uniti d'America.
L'edificio che oggigiorno si trova sull'isola è in larga parte una copia della villa originale che andò perlopiù distrutta nel corso di un incendio.
All'isola è possibile accedere tramite delle imbarcazioni che salpano da Point Park.